# 聖哈維爾 (貝尼省)

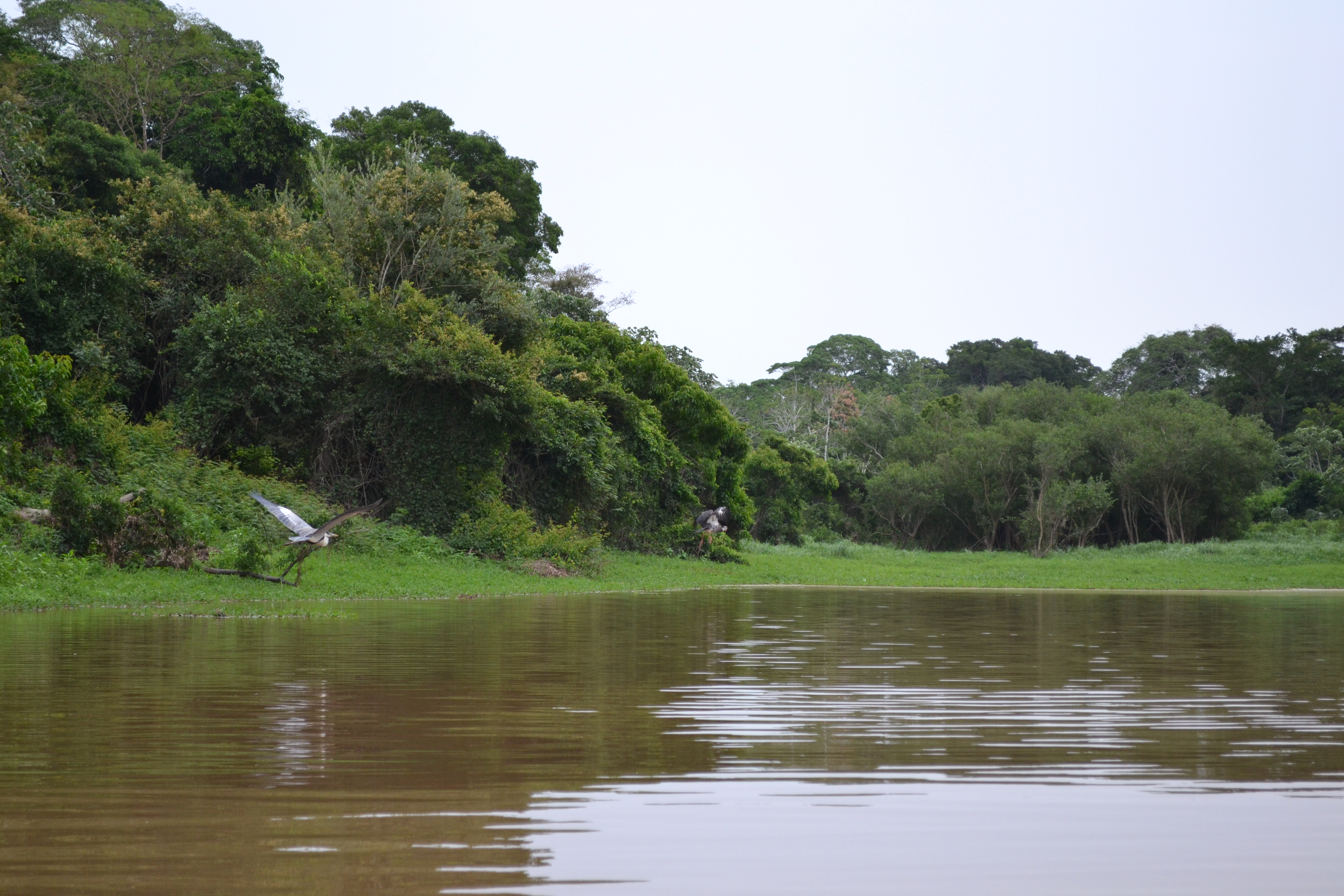
野外保护区内的湖泊

聖哈維爾（西班牙語：San Javier），是玻利維亞東北部貝尼省塞尔卡多县的市鎮，并为该县的县府所在地。處於省会特立尼達以北約25公里的馬莫雷河右岸，海拔高度155米，每年平均降雨量2,000毫米。市镇面积为8,810平方公里，2012年人口数量为	5,277人。